# Circus Money
Circus Money is het tweede solomuziekalbum van de Amerikaanse musicus Walter Becker. Becker is voornamelijk bekend vanwege zijn werk met Donald Fagen in Steely Dan en hij staat bekend als de meest perfectionistische van de twee. Waarschijnlijk daarom heeft het zo lang, 11 jaar, geduurd voordat dat zijn tweede ei gelegd kon worden. De muziek is bijna gelijk aan die van Steely Dan, iets meer de kant van de rock op. Het album is opgenomen in de Avatar Studios en B&C Studios in New York en Market Street te Santa Monica.

## Musici
- Walter Becker – zang, gitaar en basgitaar
- Jon Herington - gitaar
- Dean Parks - gitaar
- Jim Beard – piano, toetsen
- larry Goldings - orgel
- Ted Baker, Henny Hey – toetsen
- Chris Potter - saxofoon
- Roger Rosenberg - baritonsaxofoon
- Keith Carlock - slagwerk
- Gordon Gottlieb - percussie
- Luciana Souza, Carolyn Leonhart-Excoffery, Kate Markowitz, Cindy Mizelle, Windy Wagner, Tawatha Agee, Sharon Bryant, Carmen Carter, Sweet Pea Atkinson, Sir Harry Bowens, Terry Dexter - achtergrondzang

## Techniek
- Larry Klein - producer
- Helik Hadar (ook mix), Jay Messina, Elliot Scheiner - geluidstechnicus
- Bernie Grundman – mastering

## Composities
(Alle composities zijn van Becker en Klein, behalve de titeltrack, die van Becker alleen is.)
1. Door Number Two (4:33)
2. Downtown Canon (5:36)
3. Bob Is Not Your Uncle Anymore (4:44)
4. Upside Looking Down (4:07)
5. Paging Audrey (6:47)
6. Circus Money (4:15)
7. Selfish Gene (4:37)
8. Do You Remember The Name (4:13)
9. Somebody's Saturday Night (4:29)
10. Darkling Down (5:03)
11. God's Eye View (6:00)
12. Three Picture Deal (5:27)